# Damon Daunno
Damon Daunno (* 28. November 1984 in Whippany, New Jersey, Vereinigte Staaten) ist ein US-amerikanischer Schauspieler, Komponist und Sänger.

## Leben
Damon Daunno wurde 1984 in Whippany, im US-Bundesstaat New Jersey geboren. Er wuchs in Glen Ridge, New Jersey auf. Er besuchte ein Jahr lang die Glen Ridge High School, bevor er an die Loomis Chaffee School in Windsor, Connecticut wechselte.
Er machte seinen Abschluss an der Loomis Chaffee School und studierte anschließend an der Tisch School of the Arts der New York University, wo er 2006 einen Bachelor of Fine Arts in Schauspiel erwarb.

## Karriere
Am 18. Oktober 2010 veröffentlichte Daunno seine Debüt-EP mit drei Songs und eigener Musik namens „Adulterated Trappings“. Zu seinen musikalischen Einflüssen zählt er Jeff Buckley und Radiohead.
Im März 2011 gab Daunno ein Tributkonzert für Jeff Buckley in der Knitting Factory in New York. Etwa zur selben Zeit hatte er auch eine Performance-Residenz in Niagara NYC.
Daunno verkörperte die Rolle des Orpheus in Hadestown in der Off-Broadway-Produktion, die vom 6. Mai bis 31. Juli 2016 im New York Theatre Workshop lief. Er ist auch auf der Off Broadway Original Cast Recording zu sehen.
Daunno spielte 2019 in der Broadway -Neuauflage von Oklahoma! die Rolle des Curly, wofür er 2019 für den Tony Award als Bester Hauptdarsteller in einem Musical nominiert wurde.
Im August 2020 war Daunno auf dem Soundtrack Broadway Sings Blood Rock: The Musical mit Andy Mientus, Jennifer DiNoia und Robert Torti zu hören.

## Persönliches Leben
Daunno war zuvor mit der Schauspielerin Betty Gilpin zusammen, als beide die Loomis Chaffee School besuchten.
Daunno lernte die britische Schauspielerin Kirsty Woodward 2014 bei einem Auftritt bei der Kneehigh Theatre Company kennen. Die beiden heirateten 2018 in Brooklyn, New York. Im Jahr 2025 ließen sie sich scheiden.

## Filmografie
- 2013: The Following
- 2020: Blue Bloods – Crime Scene New York
- 2021: Küss mich, Mistkerl!
- 2022: The Marvelous Mrs. Maisel
- 2022: Interview with the Vampire